# Pamirocesa ariadnae
Pamirocesa ariadnae är en tvåvingeart som beskrevs av Shilova 2001. Pamirocesa ariadnae ingår i släktet Pamirocesa och familjen fjädermyggor. Inga underarter finns listade i Catalogue of Life.